# Ultimato

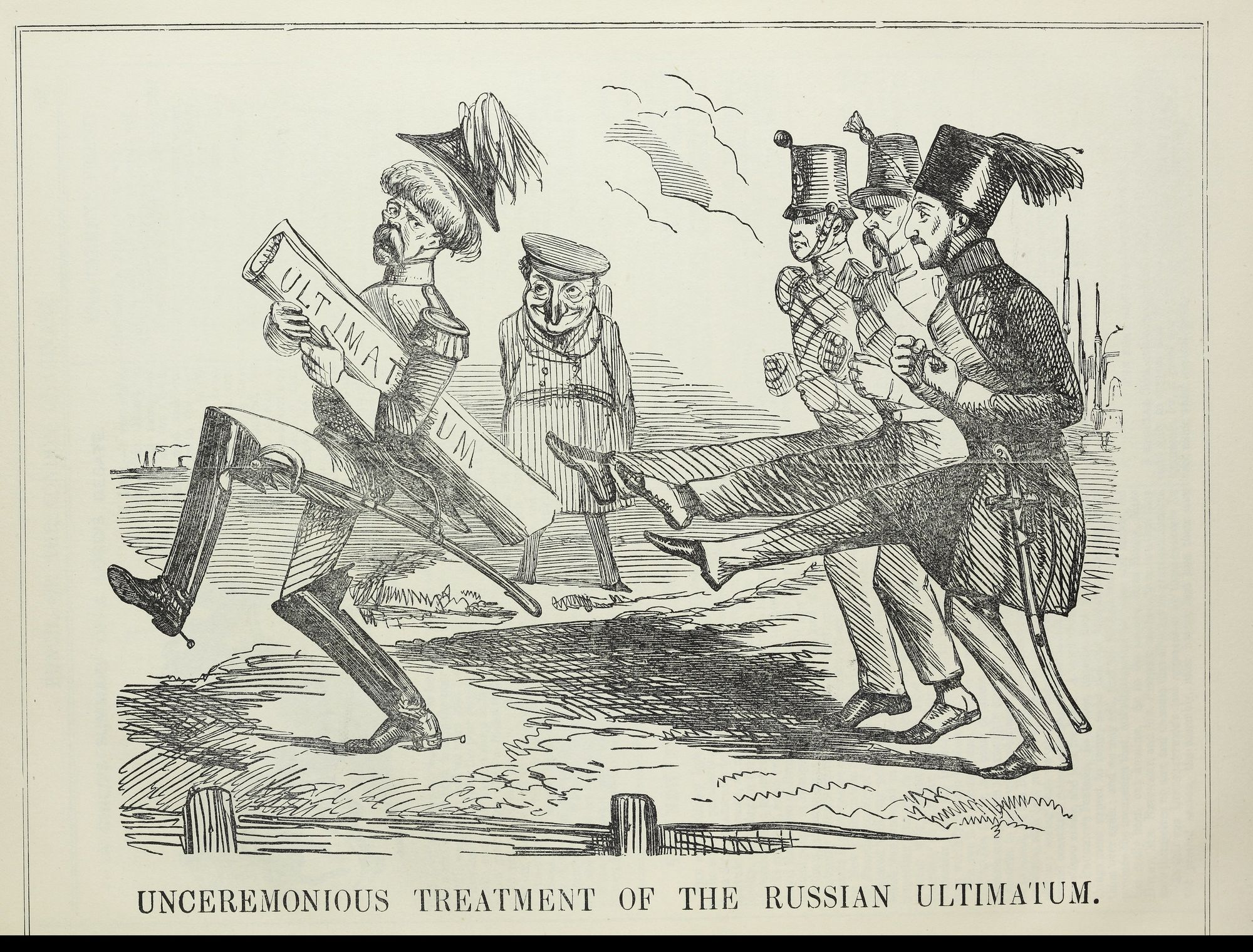
Caricatura de 1853 sobre o ultimato de Menshikov ao Império Otomano.

O ultimato ou ultimátum (do latim ultimatum, "ultimado", pelo francês ultimatum, "ultimato") é o conjunto das últimas exigências, propostas ou condições que um Estado ou nação apresenta a outro e cuja não aceitação implica declaração de guerra ou à exigência feita durante o estado de guerra, por um chefe militar, no sentido de conseguir a rendição imediata do inimigo, sob ameaça de alcançá-la por meios violentos. O termo é usado por extensão à qualquer declaração final e irrevogável para satisfação de certas exigências.